# واهلش
واهلش (به انگلیسی: Relaxation) در فیزیک، به معنای برگشت یک‌سیستم مختل‌شده به تعادل است. هر فرایند واهلشی را می‌توان با زمان واهلش τ تعریف کرد. ساده‌ترین توصیف تئوری از واهلش به عنوان یک تابع زمانی، به صورت یک تابع نمایی (exp(-t/τ است.

## واهلش در سامانه‌های خطی

### الکترونیک: مدار آرسی
در مدار آرسی که شامل یک خازن و یک مقاومت است ولتاژ واپاشی نمایی برابر است با:
{\displaystyle V(t)=V_{0}e^{-{\frac {t}{RC}}}\ }
که در آن ثابت {\displaystyle \tau =RC\ } زمان واهلش خوانده می‌شود.